# Међународни фестивал анимираног филма у Ансију
Међународни фестивал анимираног филма у Ансију (фр. Festival international du film d'animation d'Annecy; скраћено Фестивал у Ансију или Анси) настао је 1960. године и одржава се почетком јуна у француском граду Анси. У почетку се одржавао сваке друге године, а 1998. године постаје годишња манифестација. Један је од четири међународна фестивала анимираног филма под покровитељством Међународне асоцијације анимираног филма (фр. Association internationale du film d'animation).